# Marc Delmas

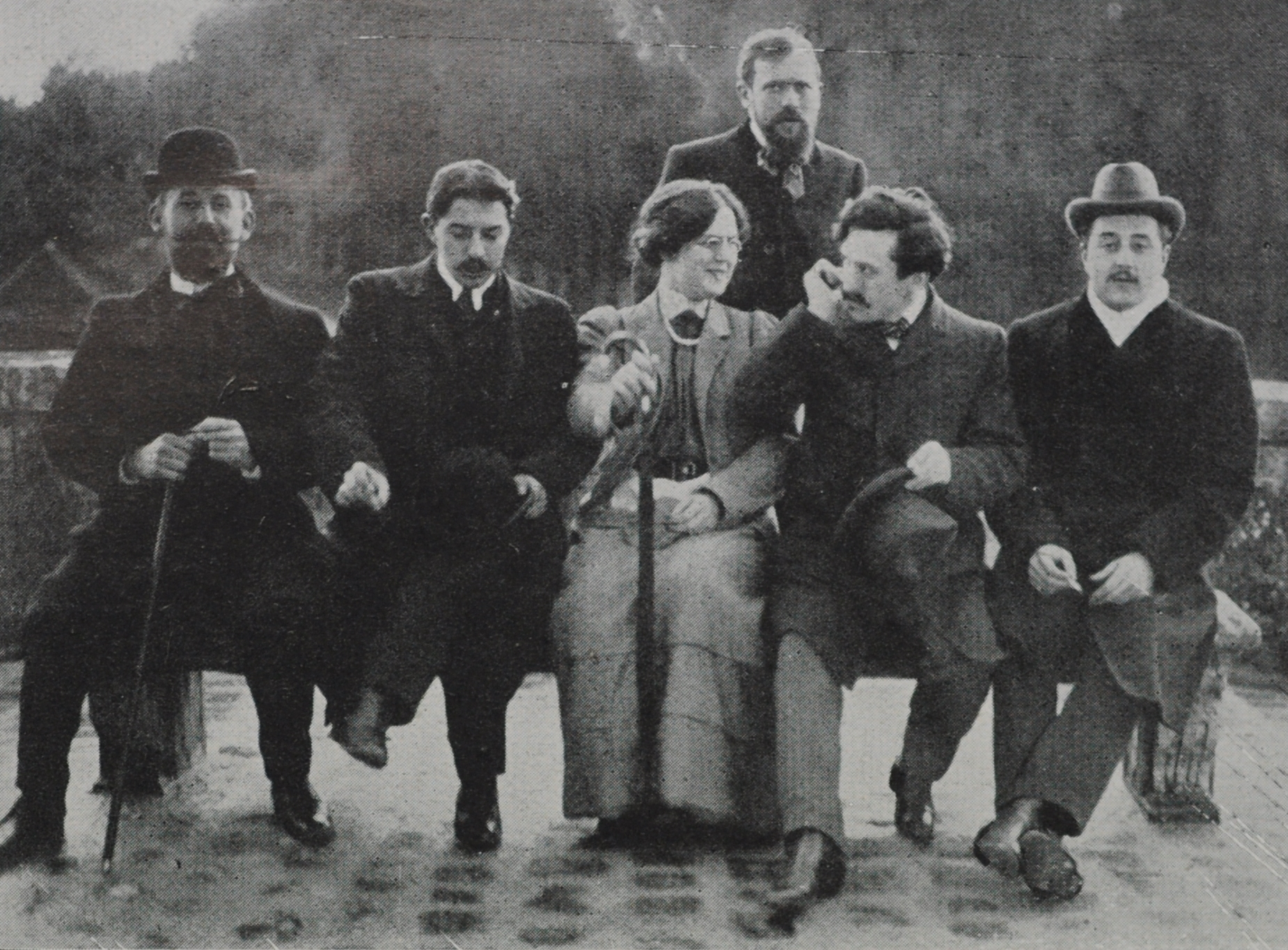
I concorrenti per il Gran Premio di Roma del 1907 a Compiègne. Da sinistra: Maurice Le Boucher; Jules Mazellier; Nadia Boulanger; Marc Delmas; André Gailhard; Philippe Gaubert (in piedi).

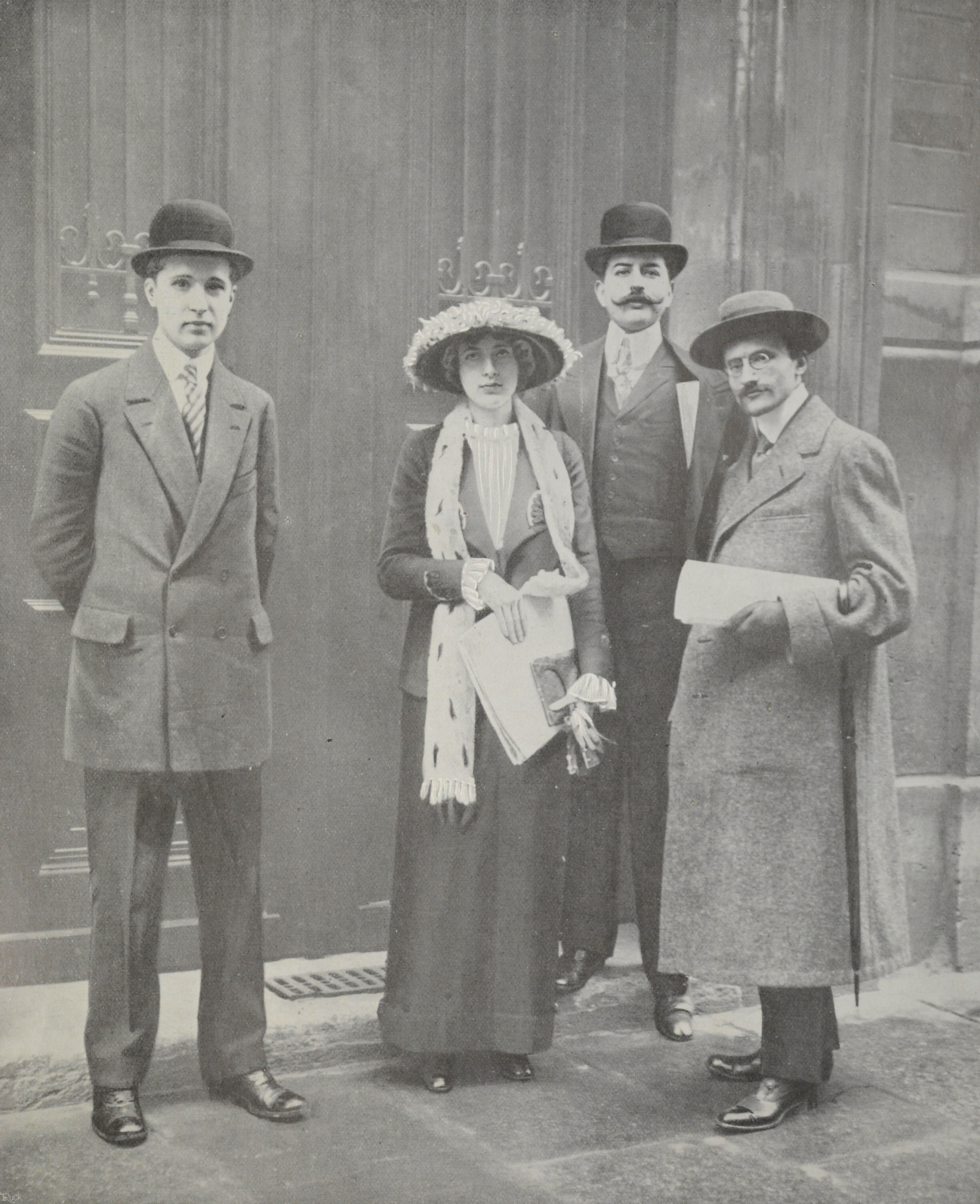
I vincitori del Premio di Roma per la composizione nel 1913. Da sinistra a destra: Claude Delvincourt, Lili Boulanger, Marc Delmas ed Édouard Mignan.

Marc Marie Jean Baptiste Delmas (San Quintino, 28 marzo 1885 – Parigi, 30 novembre 1931) è stato uno scrittore e compositore espressionista francese.

## Vita e carriera
Marc Delmas nacque a San Quintino, nell'Aisne, in Francia, e studiò al Conservatorio di Parigi con Xavier Leroux e Paul Vidal. Vinse il Prix Rossini nel 1911 con Anne Marie, il Secondo Gran Prix de Rome con la cantata Le et la Fée Poète e successivamente il Prix Cressent e il Prix Ambroise-Thomas. Nel 1914 Delmas e Marcel Dupré erano a pari merito per il primo premio al Prix de Rome, e Camille Saint-Saëns fu chiamato a rompere il pareggio. Egli votò per Dupré, e Delmas ottenne il secondo premio.
Delmas insegnò musica a Parigi e fu biografo di musicisti famosi. Prese parte al movimento corale e partecipò al Conseil Superieur de la Musique Populaire. Morì a Parigi all'età di 46 anni.

## Lavori
Delmas era un compositore prolifico, noto principalmente per le sue opere teatrali, ma era anche autore di musica corale, solista e da camera. Tra le sue opere più significative figurano:
- Laïs, opera 1908
- Sylvette, operetta 1932
- Camille, opera comique[5]
- Balade féerique per corno francese e pianoforte
- Promenade for Clarinet and Piano (1920)
- Lusacienne, rapsodia per violino e orchestra (1928)
- Choral et Variations Op.37 per tromba e pianoforte
- Messe de requiem
- Le Masque for voce solista
- Fantaisie Italienne per clarinetto e pianoforte

La sua musica è stata utilizzata nel film The Little Thing nel 1923, registrata e pubblicata su CD, tra i quali:
- Recital Favorites for Clarinet and Piano by Eugene Bozza, Gabriel Grovlez, Andre Bloch, Philippe Gaubert and Marc Delmas (2005)
- Musique Française pour Cuivres et Piano by Andre Chpelitch, Marc Delmas, Henri Dutilleux, Pierre Gabaye and Pierick Houdy (2007)
- Solos de Concours II: Music from the Premier Prix by Charles-Marie Widor, Arthur Coquard, Charles Edouard Lefebvre, Max D'Ollone and Marc Delmas (2005)

Delmas ha anche scritto libri tra cui:
- Gustave Charpentier e il Lirismo Francese (1931)
- Georges Bizet, 1838–1875 (1930)[2]